# Enneapterygius elaine
Enneapterygius elaine és una espècie de peix de la família dels tripterígids i de l'ordre dels perciformes.

## Morfologia
- Els mascles poden assolir 2,3 cm de longitud total.
- Nombre de vèrtebres: 35.[3][4]

## Hàbitat
És un peix marí de clima tropical.

## Distribució geogràfica
Es troba a l'Illa de Rodrigues.